# 1987年ブラジルグランプリ
1987年ブラジルグランプリは、1987年F1世界選手権の第1戦として、1987年4月12日にジャカレパグア・サーキットで開催された。

## 概要

### 予選
1986年コンストラクターズタイトルを獲得したウィリアムズが、前年からの好調を維持して速さを見せた。ウィリアムズは前年のFW11を改良したFW11Bを使用し、ドライバーもネルソン・ピケとナイジェル・マンセルの布陣を維持していた。予選ではポールポジションをマンセルが獲得し、2位にピケが続いた。ピケは3位のアイルトン・セナに対して2秒弱の大差をつけた。
セナのロータスは、このシーズンからホンダエンジンを搭載し、アクティブサスペンションを採用していた。前年からは大きな変化があったが、どうにか予選では3番手を確保したが、チームメイトでこのレースがデビュー戦となる中嶋悟は、慣れないマシンとコースに手こずり12番手に沈んだ。
マクラーレンの新車MP4/3は、特に大きな技術変更もなく、前年のMP4/2Cから多くの部分を引き継いだデザインのマシンだった。アラン・プロストは、MP4/3を予選で5番手につけた。なお、マーチのイヴァン・カペリはF3000改造の暫定マシンで出走した。
ポップオフバルブの性能が安定せず、予選中にはターボのブースト圧が規定の4バールに到達しないうちにポップオフバルブが作動してしまうトラブルが多発した。ポップオフバルブを外してレースを行う意見も出たが、最終的にはポップオフバルブを装着してレースが行われることになった。

### 決勝
決勝日の気温は37度となり、猛暑の中でレースが行われた。ウィリアムズの2台とロータスのセナがリードするが、タイヤの消耗を抑えて走るプロストがタイヤ交換を2回にとどめてライバルを逆転し、プロストにとって8度目のブラジルグランプリで4勝目を挙げた。なお、全ドライバーのベストラップタイムを比較すると、プロストのラップタイムは、全体の9位でしかなかった。
ウィリアムズは両ドライバーとも3度のタイヤ交換を行い、リタイヤしたセナは、61周で争われたレースの30周目までに2度のタイヤ交換を済ませていた。中嶋は7位に追い上げ完走を果たした。

## 結果

### 予選
| 順位 | No. | ドライバー                 | コンストラクタ                 | 1回目    | 2回目    |
| ---- | --- | -------------------------- | ------------------------------ | -------- | -------- |
| 1    | 5   | ナイジェル・マンセル       | ウィリアムズ・ホンダ           | 1'27.901 | 1'26.128 |
| 2    | 6   | ネルソン・ピケ             | ウィリアムズ・ホンダ           | 1'27.822 | 1'26.567 |
| 3    | 12  | アイルトン・セナ           | ロータス・ホンダ               | 1'29.002 | 1'28.408 |
| 4    | 19  | テオ・ファビ               | ベネトン・フォード             | 1'30.439 | 1'28.417 |
| 5    | 1   | アラン・プロスト           | マクラーレン・TAG              | 1'29.522 | 1'29.175 |
| 6    | 20  | ティエリー・ブーツェン     | ベネトン・フォード             | 1'30.166 | 1'29.450 |
| 7    | 28  | ゲルハルト・ベルガー       | フェラーリ                     | 1'31.444 | 1'30.357 |
| 8    | 17  | デレック・ワーウィック     | アロウズ・メガトロン           | 1'32.531 | 1'30.467 |
| 9    | 27  | ミケーレ・アルボレート     | フェラーリ                     | 1'31.218 | 1'30.468 |
| 10   | 2   | ステファン・ヨハンソン     | マクラーレン・TAG              | 1'31.343 | 1'30.476 |
| 11   | 7   | リカルド・パトレーゼ       | ブラバム・BMW                  | 1'32.001 | 1'31.179 |
| 12   | 11  | 中嶋悟                     | ロータス・ホンダ               | 1'34.445 | 1'32.276 |
| 13   | 8   | アンドレア・デ・チェザリス | ブラバム・BMW                  | 1'32.402 | 1'34.115 |
| 14   | 18  | エディ・チーバー           | アロウズ・メガトロン           | 1'33.084 | 1'32.769 |
| 15   | 24  | アレッサンドロ・ナニーニ   | ミナルディ・モトーリ・モデルニ | 1'33.980 | 1'33.729 |
| 16   | 23  | エイドリアン・カンポス     | ミナルディ・モトーリ・モデルニ | -        | 1'33.825 |
| 17   | 10  | クリスチャン・ダナー       | ザクスピード                   | 1'36.170 | 1'35.212 |
| 18   | 3   | ジョナサン・パーマー       | ティレル・フォード             | 1'37.488 | 1'36.091 |
| 19   | 9   | マーティン・ブランドル     | ザクスピード                   | 1'37.235 | 1'36.160 |
| 20   | 4   | フィリップ・ストレイフ     | ティレル・フォード             | 1'38.822 | 1'36.274 |
| 21   | 21  | アレックス・カフィ         | オゼッラ・アルファロメオ       | 1'39.931 | 1'38.770 |
| 22   | 14  | パスカル・ファブル         | AGS・フォード                  | 1'44.126 | 1'39.816 |
| 23   | 16  | イヴァン・カペリ           | マーチ・フォード               | 1'43.580 | 2'02.966 |

### 決勝
| 順位     | No. | ドライバー                 | コンストラクタ                 | 周回 | タイム/リタイヤ    | グリッド | ポイント |
| -------- | --- | -------------------------- | ------------------------------ | ---- | ------------------ | -------- | -------- |
| 1        | 1   | アラン・プロスト           | マクラーレン・TAG              | 61   | 1:39'45.141        | 5        | 9        |
| 2        | 6   | ネルソン・ピケ             | ウィリアムズ・ホンダ           | 61   | + 40.547           | 2        | 6        |
| 3        | 2   | ステファン・ヨハンソン     | マクラーレン・TAG              | 61   | + 56.758           | 10       | 4        |
| 4        | 28  | ゲルハルト・ベルガー       | フェラーリ                     | 61   | + 1'39.235         | 7        | 3        |
| 5        | 20  | ティエリー・ブーツェン     | ベネトン・フォード             | 60   | +1 Lap             | 6        | 2        |
| 6        | 5   | ナイジェル・マンセル       | ウィリアムズ・ホンダ           | 60   | +1 Lap             | 1        | 1        |
| 7        | 11  | 中嶋悟                     | ロータス・ホンダ               | 59   | +2 Laps            | 12       |          |
| 8        | 27  | ミケーレ・アルボレート     | フェラーリ                     | 58   | +3 Laps            | 9        |          |
| 9        | 10  | クリスチャン・ダナー       | ザクスピード                   | 58   | +3 Laps            | 17       |          |
| 10       | 3   | ジョナサン・パーマー       | ティレル・フォード             | 58   | +3 Laps            | 18       |          |
| 11       | 4   | フィリップ・ストレイフ     | ティレル・フォード             | 57   | +4 Laps            | 20       |          |
| 12       | 14  | パスカル・ファブル         | AGS・フォード                  | 55   | +6 Laps            | 22       |          |
| リタイヤ | 18  | エディ・チーバー           | アロウズ・メガトロン           | 52   | オーバーヒート     | 14       |          |
| リタイヤ | 12  | アイルトン・セナ           | ロータス・ホンダ               | 50   | エンジン           | 3        |          |
| リタイヤ | 7   | リカルド・パトレーゼ       | ブラバム・BMW                  | 48   | 電気系             | 11       |          |
| リタイヤ | 8   | アンドレア・デ・チェザリス | ブラバム・BMW                  | 21   | ディファレンシャル | 13       |          |
| リタイヤ | 17  | デレック・ワーウィック     | アロウズ・メガトロン           | 20   | エンジン           | 8        |          |
| 棄権     | 21  | アレックス・カフィ         | オゼッラ・アルファロメオ       | 20   | 棄権               | 21       |          |
| リタイヤ | 24  | アレッサンドロ・ナニーニ   | ミナルディ・モトーリ・モデルニ | 17   | サスペンション     | 15       |          |
| リタイヤ | 9   | マーティン・ブランドル     | ザクスピード                   | 15   | ターボ             | 19       |          |
| リタイヤ | 19  | テオ・ファビ               | ベネトン・フォード             | 9    | ターボ             | 4        |          |
| 失格     | 23  | エイドリアン・カンポス     | ミナルディ・モトーリ・モデルニ | 3    | 失格               | 16       |          |
| DNS      | 16  | イヴァン・カペリ           | マーチ・フォード               | 0    | 出走せず           | 23       |          |

- 予選、決勝順位は、“The Official Formula 1 website”. 2008年6月11日閲覧。、Yahoo! Japan およびF1イヤーブック[3]より。
- エイドリアン・カンポスは、フォーメーションラップで出遅れたが、最後尾につかず自分のグリッド位置からスタートしたことにより3周で黒旗が提示され失格。
- イヴァン・カペリは決勝前にエンジンが故障したが、チームがスペアエンジンを持っていなかったため決勝出走を断念した[4]。

## 記録
- デビューレース：中嶋悟、パスカル･ファブル、エイドリアン・カンポス